# 久保田里花
久保田里花（くぼた りか）は児童文学作家。鹿児島市生まれ。京都女子大学文学部国文科卒業。梅花女子大学院児童文学部修了。

## 来歴
椋鳩十の孫。「マヤの一生」のモデル・次男が父であり、晩年の椋鳩十とともに暮らした。現在も椋と暮らした鹿児島市の家に住んでいる。
現在は椋鳩十研究家として、椋の作品、功績を伝える顕彰活動を行っている。また、椋がロシアの作家たちに影響を受けたことから、ロシアの文化交流などを行っている。

## 作品

### 著書
- 「ＭＩＴＳＵＫＩ　キラキラ、シテイタクテ」(ポプラ社)
- 「椋鳩十　生きるすばらしさを動物物語に」(あかね書房)

### 監修
- 「椋鳩十童話集」(世界文化社)